# Хроника Великой Отечественной войны (октябрь 1941 года)

## 1 октября1941 года. 102-й день войны

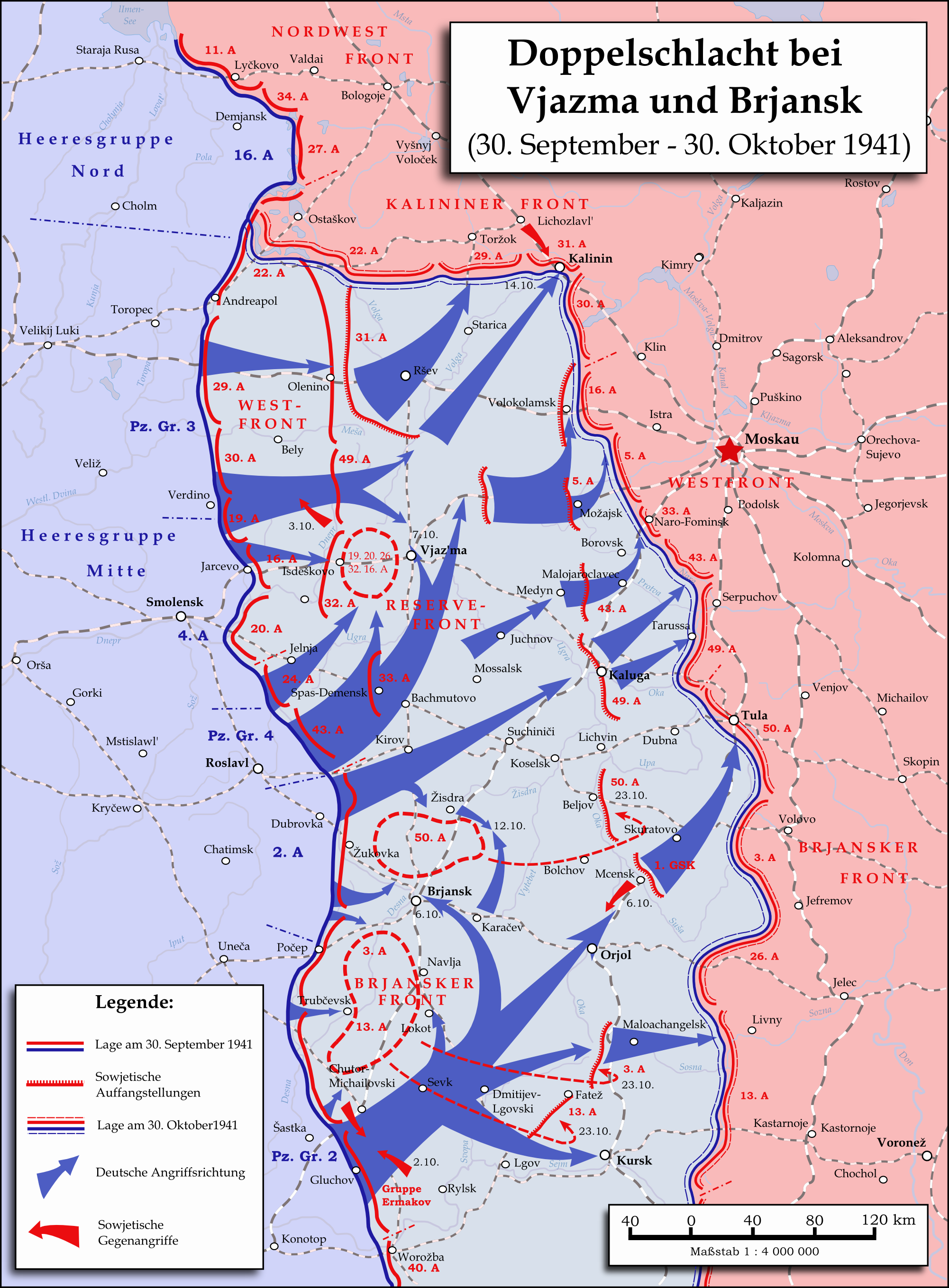
Сражение под Вязьмой и Брянском

Битва за Москву. 2-я танковая группа Гудериана группы армий «Центр» прорвала на своём центральном участке оборону 13-й армии Брянского фронта А. И. Ерёменко на всю глубину и продвинулась на 60 км. 1 октября 24-й мотокорпус занял Севск. Немецкая 2-я армия прорвала оборону 50-й армии Брянского фронта. К полудню в результате действий немецкой авиации прекратилась связь со штабами 3-й и 13-й армий, группой Ермакова и Генеральным штабом. (см. карту — Московская стратегическая оборонительная операция (30 сентября — 5 декабря 1941 г.)).
1 октября. Завершилась Московская конференция представителей СССР, США и Англии по вопросам взаимных военных поставок (29 сентября — 1 октября). США и Англия обязались с 1 октября 1941 г. по 30 июня 1942 г. ежемесячно поставлять в СССР 400 самолётов (100 бомбардировщиков и 300 истребителей), 500 танков, 200 противотанковых ружей, 2 тыс. тонн алюминия, 1 тыс. тонн броневых листов для танков, 7 тыс. тонн свинца, 1500 тонн олова, 300 тонн молибдена, 1250 тонн толуола и, кроме того, в течение девяти месяцев передать Советскому Союзу 152 зенитные пушки и 756 противотанковых орудий. Со своей стороны Советское правительство дало обязательство предоставить США и Англии сырьё для производства вооружения.
Совинформбюро. В течение первого октября наши войска вели бои с противником на всём фронте.

## 2 октября1941 года. 103-й день войны
2 октября. Финские войска заняли Петрозаводск и заняли оборону на рубеже Свири, ожидая выхода им навстречу войск группы армий «Север».
2 октября. Гитлер направил Приказ германским войскам на Восточном фронте от 2 октября 1941.
Битва за Москву. 2 октября Группа армий «Центр» нанесла удары по войскам Западного и Резервного фронтов. На Духовщинском направлении 3-я танковая группа вклинилась в расположение советских войск в стыке 30-й и 19-й армий Западного фронта на глубину 15—30 км. На Рославльском направлении 4-я танковая группа Гёпнера, в составе 46-го, 40-го и 57-го моторизованных корпусов, прорвала оборону 43-й армии Резервного фронта. Началась Вяземская операция (2 октября — 13 октября) войск Западного и Резервного фронтов. Немецкая 2-я армия Вейхса вклинилась в советскую оборону в стыке между 43-й армией П. П. Собенникова и 50-й армией. 2-я танковая группа к исходу 2 октября вышла на дальние подступы к Орлу.
Гальдер: «Командование армий и танковых групп, как и 22.6, по-разному отвечает на вопрос о том, намеревался противник вести упорную оборону или нет. Только на тех участках, где у противника были тыловые оборонительные позиции, то есть перед 4-й и 9-й армиями, можно было заранее с уверенностью предположить, что он готовится к обороне. Можно думать, что он намеревался удерживать свои позиции и на остальных участках, но вследствие значительного снижения боеспособности его войск был быстро смят нашими частями.»
2 октября. Командование Одесского оборонительного района организует контратаку для разгрома вражеской группировки в районе Ленинталя. Атака советских войск, поддержанная огнём артиллерии, танками и штурмовыми ударами авиации, закончилась успешно. Противник был смят и к исходу дня значительно потеснён в районе Дальника. Были захвачены пленные, 44 орудия, пулемёты и другое вооружение и военное имущество.
Совинформбюро. В течение 2 октября наши войска вели упорные бои с противником на всём фронте.

## 3 октября1941 года. 104-й день войны
Ленинградский фронт. Высадка морского десанта у завода «ПишМаш» окончилась безрезультатно и обернулась тяжёлыми потерями для десанта.
Битва за Москву. В полосе Западного фронта 3-я танковая группа продвинулась до 50 км, в полосе Резервного фронта 4-я танковая группа — до 80 км. Командованием Западного фронта для ликвидации прорыва противника в полосе 30-й армии была создана оперативная группа Болдина (152-я стрелковая дивизия, 111-я мотострелковая дивизия, 126-я и 128-я танковые бригады).
4-я танковая дивизия 24-го моторизованного корпуса 2-й танковой группы, пройдя 250 км, неожиданно для командования Брянского фронта ворвалась в Орёл. Войска Брянского фронта оказались глубоко охваченными с фланга и тыла. Немецкие войска вышли на дорогу, ведущую к Москве.
По распоряжению Ставки в район городов Орёл и Мценск по воздуху перебрасывается 5-й воздушно-десантный корпус в составе 10-й и 201-й воздушно-десантных бригад. В 5 часов 10 минут 3 октября командир корпуса С. С. Гурьев получил приказ осуществить посадочный десант на аэродроме Орёл, задержать продвижение танков противника по шоссе на Тулу и обеспечить сосредоточение 1-го гвардейского стрелкового корпуса. Вечером 3 октября во Мценск прибыла 4-я танковая бригада М. Е. Катукова.
3 октября. Состоялось радиообращение Гитлера к нации по случаю открытия кампании «Зимней помощи».
Совинформбюро. В течение 3 октября наши войска вели бои с противником на всём фронте.

## 4 октября1941 года. 105-й день войны
Битва за Москву. 3-я танковая группа достигла Холма, подойдя к верхнему течению Днепра прорвалась по уцелевшим мостам на восточный берег и повернула на Вязьму. На севере 3-я танковая группа продвинулась до Белого. Командованием Западного фронта для ликвидации прорыва противника в полосе 30-й армии была создана оперативная группа Болдина (152-я стрелковая дивизия, 111-я мотострелковая дивизия, 126-я и 128-я танковые бригады). Контрудар, нанесённый 4—5 октября в районе Холм-Жирковский по наступающим соединениям немецкой 3-й танковой группы (31-й и 56-й механизированные корпуса) был отражён и требуемых результатов не достиг.
4-я танковая группа заняла Спас-Деменск и Киров.
К исходу 4 октября противник глубоко охватил группировку из 19-й, 16-й, 20-й армий Западного фронта и 32-й, 24-й и 43-й армий Резервного фронта. Создалась реальная угроза выхода танковых частей противника в район Вязьмы с севера и юга.
2-я танковая группа достигла Мценска. Передовые части 24-го танкового корпуса овладели Мойном, расположенным по дороге на Тулу. 3-я и 18-я танковые дивизии наступали на Карачев. 17-я танковая дивизия захватила плацдарм на р. Нерусса, обеспечив себе возможность дальнейшего продвижения на север.
4-я танковая бригада М. Е. Катукова вступила в бои с наступавшей вдоль дороги Орёл—Тула 4-й танковой дивизией Лангермана 24-го моторизованного корпуса, применяя тактику танковых засад.
Донбасская операция (1941). 1-я танковая группа Клейста прорвалась севернее Орехова в стыке 12-й и 18-й армий Южного фронта Д. И. Рябышева. Возникла угроза окружения 12-й, 18-й и 9-й армий. Д. И. Рябышев приказал 12-й армии отойти на подготовленный оборонительный рубеж Павлоград, Любицкое, а 18-й и 9-й армиям отойти на рубеж Любицкое, Большой Токмак, Мелитополь, оз. Молочное (см. карту — Донбасская оборонительная операция (29 сентября — 4 ноября 1941 г.)).
Гальдер: Потери немецкой армии с 22 июня по 30 сентября 1941 года составили 551 039 человек. Среднесуточные — 5456.
Совинформбюро. Гитлер обманывает немецкий народ
Третьего октября по радио выступал Гитлер…
Гитлер уверяет в своей речи, что он не нападал на СССР, а только предупредил нападение на Германию со стороны СССР. Он уверяет, что, поступая так, он ведёт оборонительную войну и защищает Европу от СССР. Но он то же самое говорил, когда захватывал Бельгию, Голландию, Норвегию, Польшу, Грецию, Югославию и уверял, что эти страны представляют угрозу для Европы и арену для нападения на Германию… Разве это не факт, что не советские войска вторглись в Германию, а немецкие войска вторглись в СССР. Что может противопоставить этому факту известный жонглёр и профессиональный обманщик так называемый Гитлер?
Гитлер лжёт (который раз), заявляя, что Молотов во время берлинских переговоров требовал Проливов, покорения Финляндии, вторжения в Болгарию, против чего Гитлер, оказывается, протестовал. Эта ложь несколько раз официально опровергалась с советской стороны. Да что опровержение? Гитлер сам хорошо знает, что он лжёт и обманывает общественное мнение…
Гитлеру в своей речи пришлось сделать горькое признание: «мы ошиблись в вопросе о том, какую силу представляет наш противник». Вслед за этим вынужденным признанием Гитлер приводит фантастические, бредовые цифры потерь Красной Армии.
По его уверениям Красная армия якобы потеряла 2 500 000 человек убитыми, 22 000 орудий, 18 000 танков и 14 000 самолётов. Несусветная лживость этих цифр очевидна. На самом деле Красная Армия за истёкший период потеряла убитыми 230 000, ранеными 720 000, пропавшими без вести 178 000, всего 1 128 000 человек, около 7000 танков, 8900 орудий и 5316 самолётов…
Поскольку Гитлер скрывает от немецкого населения и мирового общественного мнения потери немецкой армии за три с лишним месяца войны с Советским Союзом, Советское Информбюро сообщает: за истёкший период немецко-фашистские войска потеряли на Восточном фронте свыше 3 000 000 убитыми, ранеными и пленными, то есть столько, сколько, примерно, немцы потеряли в прошлой мировой войне на всех фронтах за два года боевых действий. Не менее тяжелы немецкие потери и в вооружении: за 3 с лишним месяца войны немцы потеряли более 21 000 танков, 13 000 орудий, 9000 самолётов, сбитых нашей авиацией в воздушных боях и уничтоженных на аэродромах, не считая потерянных самолётов при взлёте и посадке. Таковы факты.

## 5 октября1941 года. 106-й день войны
Моонзундская оборонительная операция (1941). Части морской пехоты Балтийского флота оставили остров Сааремаа Моонзундского архипелага в Балтийском море 7. (см. карту — Моонзундская оборонительная операция (6 сентября — 22 октября) (недоступная ссылка).
Стрельнинско-Петергофская операция. Началась частная наступательная Стрельнинско-Петергофская операция (5—10 октября) войск 8-й армии и 42-й армии Ленинградского фронта Г. К. Жукова совместно с Балтийским флотом с целью встречными ударами уничтожить группировку противника на южном берегу Финского залива в районе Петергоф, Стрельна и восстановить связь основных сил фронта с Ораниенбаумским плацдармом.
Битва за Москву. 3-я танковая группа, приостановившаяся из-за отсутствия горючего, во второй половине дня возобновила наступление. Немецкая 4-я армия повернула фронтом на север. 4-я танковая группа, обходя с востока и запада большой болотистый район, наступала в направлении Вязьмы, заняла Мосальск и Юхнов. 2-я танковая группа вышла на шоссе Орёл — Брянск.
Ставка Верховного Главнокомандования разрешает войскам Резервного фронта отойти на рубеж Ведерники, Мосальск, Жиздра. Прикрытие возлагалось на оперативную группу И. В. Болдина и 31-ю армию. Штаб Резервного фронта, потеряв связь со штабами армий, не смог организовать плановый отвод войск фронта на указанный рубеж. Нарушилось управление и в войсках Западного фронта, что создало исключительные трудности при организации отхода. Вечером 5 октября Брянскому фронту так же было разрешено отвести войска на вторую полосу обороны в районе Брянска и на рубеж реки Десна.
Донбасская операция (1941). В командование Южным фронтом вступил Я. Т. Черевиченко.
Совинформбюро. В течение 5 октября наши войска вели упорные бои с противником на всём фронте.

## 6 октября1941 года. 107-й день войны
Битва за Москву. 3-я танковая группа Г. Рейнгарда окончательно прорвала вторую линию обороны Западного фронта на всю её глубину и вышла 7-й танковой дивизией на автостраду в районе севернее Вязьмы. Немецкая 9-я армия сломила сопротивление советских войск в районе Белого. 4-я танковая группа поворачивает главными силами на север.
22-я и 29-я армии Западного фронта отходят в направлении Ржева и Старицы, 49-я и 43-я армии Резервного фронта — в направлении на Калугу и Медынь.
17-я танковая дивизия 2-й танковой армии Г. Гудериана ударом с востока захватила Брянск. 18-я танковая дивизия заняла Карачев. Войска Брянского фронта оказались рассечёнными на две части, а пути их отхода — перехваченными. В окружение под Брянском попали силы 3-й, 13-й и 50-й советских армий. В тот же день Ставка отдала приказ об отводе армий Брянского фронта на рубеж Мценск, Поныри, Фатеж, Льгов, потребовав от командования фронта прикрыть направления на Тамбов и Воронеж. Так как связь Ставки с командующим и штабом фронта была нарушена, этот приказ не дошёл до его исполнителей.
4-я танковая бригада М. Е. Катукова атаковала из засады маршевые колонны немецкой 4-й танковой дивизии Виллибальда фон Лангемана. Вследствие пренебрежения Лангеманом разведкой и охранением немецкие войска понесли большие потери.
Гудериан: «Южнее Мценска 4-я танковая дивизия была атакована русскими танками, и ей пришлось пережить тяжёлый момент. Впервые проявилось в резкой форме превосходство русских танков Т-34. Дивизия понесла значительные потери. Намеченное быстрое наступление на Тулу пришлось пока отложить.»
Ставка Верховного главнокомандования издаёт директиву о приведении Можайской линии обороны в боевую готовность. П. А. Артемьев отдал приказ о занятии частями укреплённых районов Можайского рубежа. В течение 6 и 7 октября поднятые по тревоге училища, отдельные части и подразделения были выдвинуты на Можайскую линию обороны.
Харьковская операция (1941). 17-я немецкая армия перешла в наступление на харьковском направлении. Правофланговые соединения 17-й армии за 4 дня боёв продвинулись на 25—30 км, а атаки войск её центра были отбиты войсками 6-й армии Юго-Западного фронта.
Донбасская операция (1941). 1-я немецкая танковая армия прорывает оборону севернее Орехова на флангах 12-й и 18-й армий Южного фронта.
Совинформбюро. В течение 6 октября наши войска вели упорные бои с противником на всём фронте.

## 7 октября1941 года. 108-й день войны
Битва за Москву. 7 октября немецкая 7-я танковая дивизия 3-й танковой группы и 10-я танковая дивизия 4-й танковой группы замкнули кольцо окружения Западного и Резервного фронтов в районе Вязьмы. 56-й мотокорпус создал сплошной фронт окружения на участке от Вязьмы до Днепра восточнее Холма. В окружении оказались 19-я и 20-я армии Западного фронта, 24-я и 32-я армии Резервного фронта.
Германское командование в «Приказе на продолжение операции в направлении Москвы» от 7 октября 1941 года поставила задачу 9-й армии вместе с частями 3-й танковой группы выйти на рубеж Гжатск — Сычёвка, чтобы сосредоточиться для наступления в направлении на Калинин или Ржев.
Гудериан: «В ночь с 6 на 7 октября выпал первый снег. Он быстро растаял, но дороги превратились в сплошное месиво и наши танки двигались по ним с черепашьей скоростью, причём очень быстро изнашивалась материальная часть.»
7 октября началась переброска войск из резерва Ставки и с соседних фронтов на можайскую оборонительную линию. Сюда прибывали 14 стрелковых дивизий, 16 танковых бригад, более 40 артиллерийских полков и ряд других частей. Заново формировались 16-я, 5-я, 43-я и 49-я армии.
7 октября. В ночь с 6 на 7 октября ракетная батарея капитана И. А. Флёрова у деревни Богатырь Угранского района Смоленской области попала в засаду. Оказавшись в безвыходном положении, личный состав батареи принял бой. Под шквальным огнём они взорвали машины. Многие из них погибли, И. А. Флёров взорвал себя вместе с головной пусковой установкой.
Донбасская операция (1941). 1-я немецкая танковая армия соединилась севернее города Осипенко с войсками 11-й армии, прорвавшимися через Мелитополь. В результате 18-я армия Южного фронта попала в окружение в районе пос. Черниговка северо-западнее Осипенко. Из окружения советские войска начали с боями пробиваться на Волноваху и Мариуполь. В последующие дни 12-я армия вела упорные бои, сдерживая немецкие войска на рубеже Павлоград — Васильковка — Гавриловка, 18-я армия с боями отходила к Сталино, а войска 9-й армии отступали в район к северу от Таганрога.
Совинформбюро. В течение 7 октября наши войска вели упорные бои с противником на всём фронте, особенно напряжённые на вяземском и брянском направлениях.

## 8 октября1941 года. 109-й день войны
Битва за Москву. Моторизованные корпуса 3-й и 4-й танковых групп, выйдя в тыл вяземской группировки советских войск, отрезали пути отхода соединениям 19, 20, 24 и 32-й армий. Остальным армиям Западного и Резервного фронтов, охваченным с флангов соединениями 4-й и 3-й танковых групп и теснимым с фронта 4-й и 9-й полевыми армиями, пришлось с тяжёлыми боями отступать к Волге, в район юго-западнее Калинина, и на Можайскую линию обороны.
Донбасская операция (1941). Командующим 18-й армией Южного фронта назначен генерал-майор В. Я. Колпакчи. Немецкие войска заняли Мариуполь.
Гальдер: Потери немецкой армии с 22 июня по 3 октября 1941 года составили 564 727 человек. Среднесуточные — 5430.
Совинформбюро. В течение 8 октября наши войска вели бои с противником на всём фронте, особенно ожесточённые на вяземском, брянском и мелитопольском направлениях. После ожесточённых боёв наши войска оставили г. Орёл.

## 9 октября1941 года. 110-й день войны
Битва за Москву. 9 октября Ставка создала фронт Можайской линии обороны, непосредственно подчинив его Ставке. Командующим фронтом по совместительству был назначен командующий Московским военным округом П. А. Артемьев. Для непосредственного руководства действиями войск на Можайской линии обороны в составе фронта создавалась 5-я армия во главе Д. Д. Лелюшенко. Одновременно на орловском направлении развёртывалась 26-я армия А. В. Куркина.
Войска 3-й и 13-й армий Брянского фронта ведут бои с целью выхода из окружения. 2-я танковая армия вынуждена отложить наступление от Орла на Тулу. 4-я немецкая армия наступает своим правым флангом на Калугу, а 9-я сосредоточивает силы на северном фланге для удара по району Ржева.
Совинформбюро. В течение 9 октября наши войска вели бои с противником на всём фронте, особенно ожесточённые на Вяземском, Брянском и Мелитопольском направлениях.

## 10 октября1941 года. 111-й день войны
Оборона Заполярья. Завершилась стратегическая оборонительная операция Карельского фронта в Заполярье и Карелии (29 июня — 10 октября). В ходе оборонительных боёв советские войска остановили наступление немецко-финских войск на мурманском, кандалакшском, петрозаводском, свирском направлениях. Планы противника по захвату Мурманска и Кировской железной дороги, овладению Ленинградом с севера и северо-запада были сорваны.
Продолжительность операции — 104 суток. Ширина фронта боевых действий — 800 км. Глубина отхода советских войск — 50—150 км. Безвозвратные потери — 67 265 (18,8 %). Санитарные — 68 448. Всего — 135 713. Среднесуточные — 1305.
Стрельнинско-Петергофская операция. Завершилась Стрельнинско-Петергофская операция Ленинградского фронта Г. К. Жукова. Высаженные в ходе операции Петергофский десант (5 октября) и Стрельнинский десант (5—8 октября) погибли.
Битва за Москву. Ставкой верховного главнокомандования Резервный фронт расформирован. Войска резервного фронта переданы в состав Западного фронта. Командующим войсками Западного фронта назначен Г. К. Жуков. Началась Калининская оборонительная операция (10 октября — 4 декабря) войск правого крыла Западного фронта.  Вечером немецкий 57-й моторизованный корпус оккупировал Медынь. Началась Можайско-Малоярославецкая операция (1941) (10 октября — 30 октября) войск Западного фронта.
10 октября немецкие 3-я танковая группа и 9-я армия возобновили наступление на калининском направлении против войск правого крыла Западного фронта и 31-й армии Резервного фронта. Через два дня из района юго-западнее Ржева они пробились вдоль Волги на северо-восток и вышли к Калинину.
10 октября немецкие войска вышли к можайской линии обороны.
Донбасская операция (1941). К 10 октября 12-я армия Южного фронта организовала оборону на рубеже Павлоград — Васильковка — Гавриловка, а войска 18-й армии, в командование которыми после гибели в окружении А. К. Смирнова вступил В. Я. Колпакчи, пробившись через неплотный фронт немецких войск, отходили: первая на Сталино, вторая — в район севернее Таганрога.
Совинформбюро. В течение 10 октября наши войска вели бои с противником на всём фронте, особенно ожесточённые на вяземском, брянском и мелитопольском направлениях.

## 11 октября1941 года. 112-й день войны
Битва за Москву. Советские войска оставили Мценск.
Вечером 11 октября 4-я танковая дивизия Лангермана вступила в городское предместье Мценска. 4-я танковая бригада М. Е. Катукова атаковала фланги растянувшейся немецкой колонны и рассекла её на части. Через несколько часов дивизия Лангермана была разгромлена.
Совинформбюро. В течение 11 октября наши войска вели бои с противником на всём фронте, особенно ожесточённые на вяземском и брянском направлениях.

## 12 октября1941 года. 113-й день войны
Моонзундская оборонительная операция (1941). Немецкое командование высаживает десант одновременно в нескольких пунктах побережья острова Хийумаа.
Битва за Москву. ГКО принял Постановление о создании Московской зоны обороны. Войска Можайской линии обороны подчинены Западному фронту.
Немецкие войска нанесли из района юго-восточнее Ржева сильный удар вдоль правого берега Волги по направлению к Калинину.
5-я гвардейская стрелковая дивизия под ударами немецкого 13-го армейского корпуса оставила Калугу.
Совинформбюро. В течение 12 октября наши войска вели бои с противником на всём фронте, особенно ожесточённые на вяземском и брянском направлениях. После упорных многодневных боёв наши войска оставили г. Брянск.

## 13 октября1941 года. 114-й день войны
Битва за Москву. Завершилась Вяземская операция (2 октября — 13 октября). Немецкие войска прорвали фронт обороны Красной армии на всю оперативную глубину и, уничтожив часть войск Западного и Резервного фронтов, подошли к Можайской линии обороны Москвы.
В Волоколамском укреплённом районе заняла оборону 16-я армия К. К. Рокоссовского Западного фронта, в Можайском — 5-я армия Л. А. Говорова, Малоярославецком — 43-я армия К. Д. Голубева, в Калужском — 49-я армия И. Г. Захаркина.
Совинформбюро. В течение 13 октября наши войска вели бои с противником на всём фронте, особенно упорные на ВЯЗЕМСКОМ и БРЯНСКОМ направлениях. После многодневных ожесточённых боёв, в ходе которых противник понёс огромный урон людьми и вооружением, наши войска оставили г. Вязьму.

## 14 октября1941 года. 115-й день войны
Битва за Москву. 3-я танковая группа заняла Калинин. Соединения 3-й танковой группы сразу же после захвата Калинина попытались развить наступление на Торжок и выйти в тыл войскам Северо-Западного фронта, но получили отпор со стороны оперативной группы Северо-Западного фронта Н. Ф. Ватутина.
С 14 октября завязались упорные бои на волоколамском направлении, которое прикрывали войска 16-й армии. Все попытки 5-го армейского корпуса прорвать фронт в районе Волоколамска не увенчались успехом. Войска 16-й армии создали здесь прочную оборону, впервые широко применив систему глубоко эшелонированной противотанковой артиллерийской обороны.
Донбасская операция (1941). Немецкая 1-я танковая армия, продвигаясь вдоль побережья Азовского моря, к 14 октября передовыми частями подошла к реке Миус севернее Таганрога, где встретила сопротивление войск Таганрогского боевого участка. Командующий Южным фронтом Я. Т. Черевиченко решил использовать благоприятное оперативное положение 9-й армии, нависающей над флангом этой группировки противника, для нанесения контрудара. Наступление правофланговых соединений 9-й армии, проводившееся на широком фронте, развития не получило. Войска Таганрогского боевого участка отбросили передовые части танковой и моторизованной дивизий противника на 10—15 км к западу от р. Миус. Однако с подходом главных сил 1-й танковой армии войска Таганрогского боевого участка вынуждены были отходить.
Совинформбюро. В течение 14 октября советские войска вели бои с противником на всём фронте и особенно ожесточённые на вяземском, брянском и калининском направлениях. После ожесточённых боёв наши войска оставили г. Мариуполь.

## 15 октября1941 года. 116-й день войны
Битва за Москву. Оперативная группа Н. Ф. Ватутина вышла на подступы к Калинину и перешла в наступление с целью разгрома противника в северо-западной части города. Ожесточённые бои длились три дня.
15 октября Государственный Комитет обороны СССР принял решение об эвакуации Москвы. На следующий день началась эвакуация из Москвы (в Куйбышев, Саратов и другие города) управлений Генштаба, военных академий, наркоматов и других учреждений, а также иностранных посольств. Осуществлялось минирование заводов, электростанций, мостов.
Фон Бок: «Ухудшение погоды, как-то: перемежающиеся ливни, снегопады и заморозки, а также необходимость передвигаться по неописуемым дорогам сильно сказываются на состоянии техники, вызывают переутомление личного состава и как следствие этого падение боевого духа. Вопрос: „Что будет с нами зимой?“ — тревожит каждого немецкого солдата».
Харьковская операция (1941). 15 октября войска немецкой 6-й армии заняли Краснополье, юго-восточнее города Сумы.
Одесская оборона (1941). 15 октября главные силы Одесского оборонительного района начали планомерный отход с фронта. В 11 часов вечера они отошли в район порта, а в 3 часа утра 16 октября погрузились на корабли.
Совинформбюро. В течение ночи на 15 октября наши войска вели бои с противником на всём фронте и особенно ожесточённые на вяземском, брянском и калининском направлениях.

## 16 октября1941 года. 117-й день войны
Тихвинская оборонительная операция. Началась Тихвинская оборонительная операция (16 октября — 18 ноября) войск 4-й и 52-й отдельной армий Ленинградского фронта.
Целью немецкого наступления был план глубокого обхода Ленинграда с юго-востока. Группа армий «Север» должна была нанести удар из района Чудово в направлении на Тихвин и Волхов и там соединиться с финскими войсками на реке Свирь и замкнуть восточнее Ладожского озера кольцо блокады вокруг Ленинграда. Часть своих сил группа армий «Север» должна была выделить для наступления через Малую Вишеру на Бологое навстречу войскам группы армий «Центр», чтобы во взаимодействии с ними окружить войска Северо-Западного фронта.
В районе Чудово на участке фронта в 70 километров гитлеровцами был сосредоточен 39-й моторизованный корпус 16-й армии и 1-й армейский корпус 18-й армии.
В полосе от Ладожского озера до озера Ильмень оборонялись 54-я армия Ленинградского фронта, 4-я и 52-я армии, которые непосредственно подчинялись Ставке Верховного Главнокомандования, а также Новгородская армейская группа Северо-Западного фронта. Основные силы советских войск находились в полосе 54-й армии, готовившейся к наступлению на Синявинском направлении (10 километров севернее Мги).
16 октября войска группы армий «Север» форсировали Волхов, прорвали оборону на стыке 4-й и 52-й армий и устремились на Будогощь — Тихвин. Одновременно немецкие войска двинулись в северном направлении — на Кириши и в юго-восточном направлении — на Малую Вишеру (см. карту — Тихвинская оборонительная операция (16 октября — 18 ноября 1941 г.)).
Битва за Москву. В районе Калинина противник отразил все атаки советских войск и заняли город, оккупация которого продолжалась до 16 декабря. Во второй половине дня немецкая 1-я танковая дивизия проложила себе путь для продвижения на Торжок со стороны Калинина и двинулась в северо-западном направлении.
Немецкие войска возобновили наступление на московском направлении. В районе Волоколамска противник вступил в бой с 316-й стрелковой дивизией И. В. Панфилова. Под ударом 40-го немецкого моторизованного корпуса 32-я стрелковая дивизия начала отходить к Можайску. 110-я дивизия и 151-я мотострелковая бригада оставили Боровск. Передовые отряды противника завязывают бои на окраинах Малоярославца.
Одесская оборона (1941). Советские войска заканчивают эвакуацию и оставляют Одессу. В 5 часов 10 минут утра из Одесского порта выходит последний транспорт с войсками. Вслед за ним Одессу покидают боевые корабли, принявшие на борт бойцов и командиров, которые прикрывали отход войск. В 9 часов утра 16 октября от пирсов порта отошёл последний сторожевой катер охраны водного района Одесской военно-морской базы. Лишь около 12 часов дня противник понял, что советские войска оставили Одессу. Его разведывательные части, с трудом прорвавшись сквозь огонь партизан и минные поля, выставленные нашими сапёрами, к вечеру вошли в город.
Совинформбюро. В течение 16 октября шли бои на всём фронте, особенно ожесточённые на ЗАПАДНОМ направлении фронта. В ходе боёв на Западном направлении обе стороны несут тяжёлые потери.

## 17 октября1941 года. 118-й день войны
Южный фронт. Войска фронта оставляют Таганрог.
Битва за Москву. Из войск правого крыла Западного фронта (22, 29 и 30-я армии) и группы Н. Ф. Ватутина создан Калининский фронт во главе И. С. Коневым.
3-я танковая группа развивает наступление в направлении Торжка. 19-я танковая дивизия 4-й танковой группы подошла к Малоярославцу.
17 октября по московской городской радиосети выступил А. С. Щербаков. Он разъяснил жителям столицы сложность обстановки, создавшейся на подступах к Москве, вынужденность и вместе с тем целесообразность мероприятий, осуществляемых правительством по эвакуации Москвы. Щербаков опроверг ложные слухи, распространявшиеся вражеской агентурой, относительно готовящейся сдачи столицы. «…За Москву будем драться упорно, ожесточенно, до последней капли крови,— сказал Щербаков.— Планы гитлеровцев мы должны сорвать во что бы то ни стало… Каждый из вас, на каком бы посту он ни стоял, какую бы работу ни выполнял, пусть будет бойцом армии, отстаивающей Москву от фашистских захватчиков».
Донбасская операция (1941). Немецкая 1-я танковая армия форсировала реку Миус и 17 октября заняла Таганрог.
Совинформбюро. В течение ночи на 17 октября наши войска вели бои с противником на всём фронте. Особо упорные бои происходили на ряде участков ЗАПАДНОГО направления фронта.
Организованная Командованием Красной Армии в течение последних 8 дней эвакуация советских войск из Одессы закончилась в срок и в полном порядке. Войска, выполнив свою задачу в районе Одессы, были переброшены нашим морским флотом на другие участки фронта в образцовом порядке и без каких-либо потерь.
Распространяемые немецким радио слухи, что советские войска были вынуждены эвакуироваться из Одессы под напором немецко-румынских войск, лишены всякого основания. На самом деле, эвакуация советских войск из района Одессы была проведена по решению Верховного Командования Красной Армии по стратегическим соображениям и без давления со стороны немецко-румынских войск. Ввиду этого заявления немецкого командования о трофеях, будто бы взятых немецко-румынскими войсками в районе Одессы, являются пустым хвастовством.

## 18 октября1941 года 119-й день войны
Битва за Москву. Немецкие войска заняли Малоярославец и Можайск. Неоднократные попытки вернуть Можайск не дали положительных результатов. Г. К. Жуков потребовал от командования 5-й армии «безжалостно расстрелять» тех, кто «самовольно оставил фронт», «не останавливаясь перед полным уничтожением всех бросивших фронт». За отход без приказа из района Рузы частей 133-й стрелковой дивизии перед строем были расстреляны и. д. её командира полковник А. Г. Герасимов и бригадный комиссар Г. Ф. Шабалов.
Немецкая 2-я танковая армия ликвидировала «котёл» на юге от Брянска и возобновила продвижение в направлении Тулы.
Крымская оборонительная операция. Началась Крымская оборонительная операция (18 октября — 16 ноября). 11-я армия Манштейна и румынский горный корпус перешли в наступление на Крым. Главный удар через Перекопский перешеек наносили немецкие дивизии, вспомогательный — через Чонгарский мост — румынские бригады. Немецкие войска прорвали оборону 51-й отдельной армии Ф. И. Кузнецова на Ишуньских высотах.
Совинформбюро. В течение 18 октября продолжались упорные бои с противником на всём фронте. Особенно ожесточённые бои шли на ЗАПАДНОМ направлении фронта, где наши части отбили несколько атак немецко-фашистских войск.

## 19 октября1941 года. 120-й день войны
Моонзундская оборонительная операция (1941). Части Балтийского флота оставили остров Хийумаа и переправились на полуостров Ханко.
Битва за Москву. Государственный Комитет Обороны 19 октября принял постановление о введении с 20 октября в Москве и прилегающих к ней районах осадного положения. В постановлении указывалось: «Сим объявляется, что оборона столицы на рубежах, отстоящих на 100—120 километров западнее Москвы, поручена командующему Западным фронтом генералу армии т. Жукову».
Охрана строжайшего порядка в Москве и в пригородных районах была возложена на коменданта Москвы, в распоряжение которого предоставлялись войска внутренней охраны НКВД, милиция и добровольческие рабочие отряды. «Нарушителей порядка,— указывалось в постановлении,— немедля привлекать к ответственности с передачей суду Военного Трибунала, а провокаторов, шпионов и прочих агентов врага, призывающих к нарушению порядка, расстреливать на месте».
Части 1-й танковой дивизии 3-й танковой группы, двигавшиеся из Калинина в сторону Торжка, вынуждены были отойти в связи с появлением на дороге перед Торжком крупных сил советских войск. 43-й армейский корпус занял город Лихвин.
Фон Бок: «Сражения за Вязьму и Брянск завершились развалом русского фронта, имевшего укрепления на большую глубину. Восемь русских армий, состоявших из 73 стрелковых и кавалерийских дивизий, 13 танковых дивизий и бригад, а также многочисленных батарей армейской артиллерии, были уничтожены в трудных боях с сильным противником, имевшим большое численное превосходство.
В общей сложности захвачено: 673 098 пленных, 1277 танков, 4378 артиллерийских орудий, 1009 противотанковых и зенитных орудий, 87 самолётов и большое количество военных материалов…»

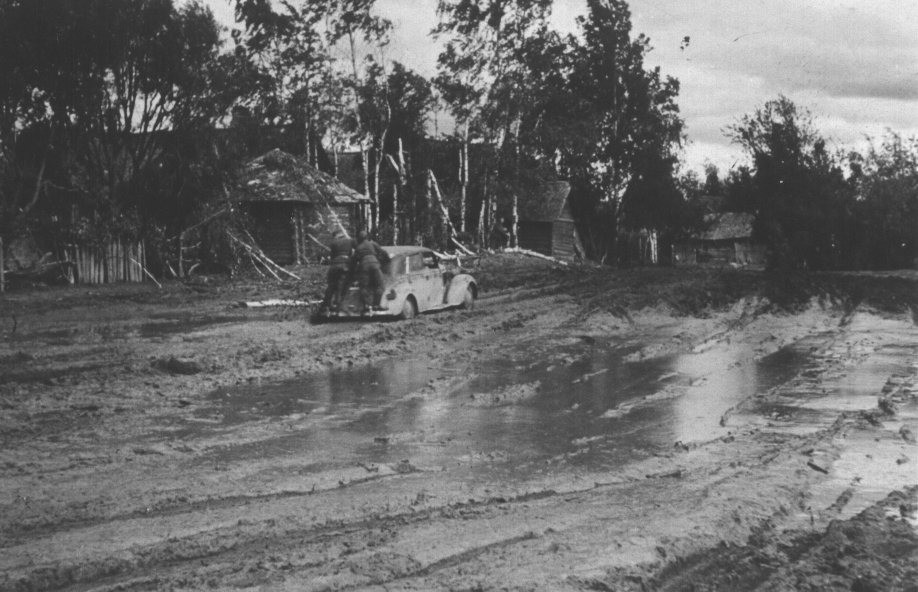
Осенняя распутица.

В журнале боевых действий штаба группы армий «Центр» 19 октября было записано:
«В ночь с 18 на 19 октября на всем участке фронта группы армий прошли дожди. Состояние дорог настолько ухудшилось, что наступил тяжёлый кризис в снабжении войск продовольствием, боеприпасами и особенно горючим. Состояние дорог, условия погоды и местности в значительной мере задержали ход боевых операций. Главную заботу всех соединений составляет подвоз материально-технических средств и продовольствия».
Харьковская операция (1941). Немецкие 17-я и 6-я армии продолжают наступление на Харьков и Белгород.
Донбасская операция (1941). Немецкая 1-я танковая армия прорвалась к городу Сталино. 17-я и 6-я армии добились успехов в своём наступлении на Харьков и Белгород.
Совинформбюро. В течение 19 октября на всех направлениях фронта продолжались бои. Особенно упорные бои шли на можайском и малоярославецком направлениях. Отбито несколько ожесточённых атак немецко-фашистских войск.

## 20 октября1941 года. 121-й день войны
2-я Синявинская операция (1941). Войска 54-й армии и Невской оперативной группы Ленинградского фронта предприняли второе (20—28 октября) наступление с целью разгрома шлиссельбургско-синявинской группировки противника и деблокады Ленинграда.
Битва за Москву. 3-я танковая группа отозвала свои части, посланные в направлении Торжка, и задействовала их в боях с советскими войсками, атакующими Калинин.
Прекратила сопротивление группировка Брянского фронта, окружённая в районе Трубчевска.
Фон Бок: «Впечатление от созерцания десятков тысяч русских военнопленных, тащившихся почти без охраны в сторону Смоленска, ужасное. Эти смертельно уставшие и страдавшие от недоедания несчастные люди брели бесконечными колоннами по дороге мимо моей машины. Некоторые падали и умирали прямо на шоссе от полученных в боях ран. Голодные обмороки тоже не редкость».
Донбасская операция (1941). Немецкая 1-я танковая армия заняла город Сталино.
Крымская оборонительная операция. Немецкая 11-я армия прорвала Ишуньские укрепления.
Совинформбюро. В течение 20 октября шли бои на всём фронте и особенно напряжённые на Можайском, Малоярославецком и Таганрогском направлениях. На Западном фронте немецко-фашистские войска, поддержанные крупными соединениями танков, предприняли несколько ожесточённых атак на наши позиции. Наши войска атаки немцев отбили.

## 21 октября1941 года. 122-й день войны
Битва за Москву. В районе Наро-Фоминска заняли оборону подразделения 1-й гвардейской мотострелковой дивизии, прибывшей с Юго-Западного фронта.
Харьковская операция (1941). Немецкая 6-я армия подошла к западной окраине Харькова.
Совинформбюро. В течение ночи на 21 октября на всём фронте продолжались бои. Особенно напряжённые бои шли на Калининском, Можайском и Малоярославецком направлениях. Немцы несколько раз предпринимали атаки наших позиций, бросая в бой новые части. Наши войска атаки врага отбили.

## 22 октября1941 года. 123-й день войны
Моонзундская оборонительная операция (1941). Завершилась оборона советскими войсками Моонзундского архипелага (7 августа —22 октября).
Битва за Москву. Наступление, предпринятое немецким 24-м танковым корпусом из района Мценск, потерпело неудачу из-за недостаточного взаимодействия между танками и артиллерией.
Крымская оборонительная операция. Для объединения действий сухопутных войск и Черноморского флота создано командование войск Крыма во главе с вице-адмиралом Г. И. Левченко. Его заместителем по сухопутным войскам был назначен новый командующий 51-й Отдельной армией генерал-лейтенант П. И. Батов.
Совинформбюро. В течение ночи на 22 октября продолжались бои на всём фронте. Особенно напряжённые бои шли на можайском, малоярославецком и калининском направлениях… После упорных многодневных боёв, в ходе которых противник потерял около 35 тысяч солдат и офицеров убитыми и ранеными, наши войска оставили г. Таганрог.

## 23 октября1941 года. 124-й день войны
Битва за Москву. Удары советских войск в районе Калинина вынудили фон Бока направить в войска директиву о приостановке наступления 3-й танковой группы через Калинин.
23 октября немецкие войска возобновили наступление на волоколамском направлении в полосе 16-й армии. Войска 49-й армии Западного фронта остановили наступление противника на подступах к Серпухову, у Тарусы и Алексина.
Немецкая 3-я танковая дивизия 2-й танковой армии прорвала оборону советских войск северо-западнее Мценска, а 18-я танковая дивизия заняла Фатеж.
Завершилась Орловско-Брянская операция (30 сентября — 23 октября). Часть войск 50, 3 и 13-й армий Брянского фронта вышла из окружения на рубеж Белёв — Мценск — Поныри — Льгов.
Крымская оборонительная операция. Части Отдельной Приморской армии, которые эвакуировались из Одессы в Крым, достигли крымских перешейков и с ходу вступили в бой, пытаясь совместно с 51-й Отдельной армией контратаками задержать наступление немецких войск.
Совинформбюро. В течение 23 октября наши войска вели бои на всём фронте. На можайском и малоярославецком направлениях немецко-фашистские войска предприняли ряд ожесточённых атак на наши позиции. Атаки немцев были отбиты с большими потерями для врага.

## 24 октября1941 года. 125-й день войны

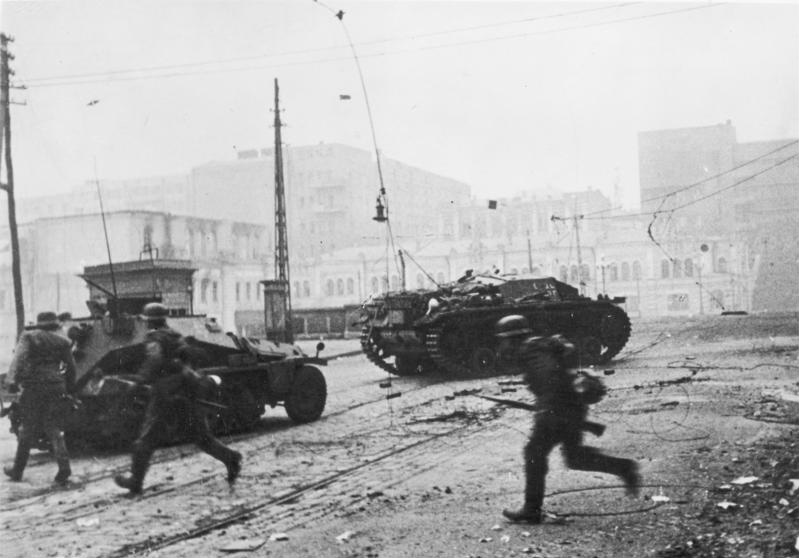
Бои за Большой Лопанский мост. Харьков, 24 октября 1941 года

Тихвинская оборонительная операция. Войска 52-й армии оставили город Малая Вишера. После усиления резервами 52-я армия, задержала дальнейшее продвижение немецких войск восточнее Малой Вишеры.
Битва за Москву. Войска 33-й и 43-й армий Западного фронта остановили наступление противника на реке Нара. Немецкий 43-й армейский корпус занял Белёв на реке Ока.
Немецкая 2-я танковая армия возобновила наступление на Тулу из района Мценска. Началась Тульская оборонительная операция (24 октября — 5 декабря) войск Брянского фронта.
Харьковская операция (1941). 6-я немецкая армия заняла Харьков и Белгород.
Совинформбюро. В течение 24 октября наши войска вели бои на таганрогском и макеевском и донбасском направлениях. Ожесточённые атаки немецко-фашистских войск на наши позиции на можайском и малоярославецком направлениях отбиты частями Красной армии с большими потерями для противника.

## 25 октября1941 года. 126-й день войны
Битва за Москву. К 25 октября противник силами танковой и пехотной дивизий прорвал оборону 316-й стрелковой дивизии И. В. Панфилова и вышел к Волоколамску. Немецкая 2-я танковая армия захватила Чернь.
25 октября в Туле было введено осадное положение.
По решению ГКО создан специальный Комитет по эвакуации из прифронтовой полосы запасов продовольствия и промышленных товаров, а также оборудования текстильных, обувных, швейных, табачных фабрик и мыловаренных заводов.
Крымская оборонительная операция. Немецкие войска прорвали Ишуньские позиции.
Совинформбюро. В течение 25 октября наши войска вели бои на можайском, малоярославецком, таганрогском и макеевском (Донбасс) направлениях.
Нужда скачет, нужда пляшет… 
23 октября на одном из участков Южного фронта немцы, пытаясь создать видимость наступления крупной танковой колонны, буксировали на тросах деревянные макеты танков. Немецко-фашистские войска не случайно прибегают к подобным уловкам.
Крупные потери в танках, понесённые немцами на Восточном фронте, а также стойкость и упорство, с которыми Красная Армия организует оборону, заставили фашистов, несмотря на большое количество имеющихся у них танков, прибегнуть к подобным приёмам, вовремя разгаданным нашими частями. Подобные фокусы рассчитаны на то, чтобы представить свои силы большими, чем они есть на самом деле, а также на то, чтобы внести замешательство в ряды наших бойцов.
Но такого рода приёмы стары, как мир, и не от хорошей жизни гитлеровцы вынуждены прибегать к ним. Вот уж, поистине, «нужда скачет, нужда пляшет»…

## 26 октября1941 года. 127-й день войны
Битва за Москву. 5-я армия Западного фронта перешла в наступление на Дорохово.
Войска Брянского фронта начали отходить на рубеж Дубна — Плавск — Верховье — Ливны — Касторное.
Совинформбюро. В течение 26 октября наши войска вели бои на можайском, малоярославецком, харьковском и таганрогском направлениях.
На разных участках Западного фронта немцы предприняли ряд ожесточённых атак на наши позиции. Все атаки немецко-фашистских войск были отбиты с большими потерями для врага.
После многодневных сражений, в ходе которых немецко-фашистские войска потеряли до 50 тысяч убитыми и ранеными, свыше 250 танков, более 170 орудий, около 1200 автомашин с военными грузами, наши части оставили г. Сталино.

## 27 октября1941 года. 128-й день войны
Тихвинская оборонительная операция. Войска 4-й армии Ленинградского фронта остановили наступление противника в районе Ситомли, а войска 52-й армии — восточнее Малой Вишеры.
Битва за Москву. Немецкий 5-й корпус занял Волоколамск. Немецкая 2-я танковая армия продвигается по направлению к Туле, а 2-я армия — к Курску
Немецкое Верховное командование сухопутных сил приказывает повернуть 2-ю танковую армию на Воронеж, а 3-ю танковую группу — на Рыбинск, но из-за плохого снабжения и дорожных условий противник вынужден отказаться от этих планов.
Совинформбюро. В течение 27 октября наши войска вели бои с противником на можайском, малоярославецком, харьковском и таганрогском направлениях.
Резкое ухудшение физического и морального состояния солдат гитлеровской армии
…Пленные немецкие солдаты заявляют, что моральные и физические силы солдат гитлеровской армии на грани истощения… Все пленные до крайности завшивлены, непрерывно чешутся и обирают с себя паразитов… Многие немцы одеты в дырявое, поношенное летнее обмундирование и совершенно не имеют нижнего белья.
Стало обычным явлением, что немецкое командование водит своих солдат в бой пьяными.
Среди захваченных за последнее время в плен фашистских солдат встречается много людей с серьёзными физическими недостатками, как-то: отсутствием с раннего детства одного глаза, сильной близорукостью, при которой человек без очков совершенно не видит, с хромотой в результате неоднократных операций по случаю гниения ноги и с другими подобными физическими недостатками…
Злодейское нарушение международного права германской военщиной
…Статья 6 главы 2-й Гаагской конвенции запрещает использовать военнопленных на работах, имеющих хоть какое-нибудь отношение к военным действиям. Между тем немцы под угрозой расстрела заставляют пленных красноармейцев обслуживать фашистскую армию. Гитлеровцы привлекают пленных красноармейцев в качестве ездовых на повозках и шофёров на автомашинах и тракторах, перевозящих боеприпасы и другие военные грузы на фронте, в качестве подносчиков боеприпасов на огневые позиции и т. д…

## 28 октября1941 года. 129-й день войны
2-я Синявинская операция (1941). События, развернувшиеся на тихвинском направлении, вынудили Ставку перебросить в 4-ю армию часть соединений Ленинградского фронта, принимавших участие в боях на Синявинском направлении. Это привело к прекращению наступления Ленинградского фронта. Завершилась вторая попытка (20—28 октября) прорыва блокады Ленинграда 54-й армией и Невской оперативной группой Ленинградского фронта.
Тихвинская оборонительная операция. Немецкие войска подошли на расстояние 3—5 км к Волхову и начали обстрел станции Волховстрой.
Крымская оборонительная операция. Под ударами противника Приморская армия начала отходить на юг, а 51-я армия — на Джанкой.
28 октября. В Куйбышеве по предписанию Л. П. Берии расстреляны 20 советских, партийных и военных деятелей, в том числе Г. М. Штерн, А. Д. Локтионов, Я. В. Смушкевич, Г. К. Савченко, П. В. Рычагов, И. Ф. Сакриер, И. И. Проскуров, С. О. Склизков, Ф. К. Арженухин, Я. Г. Таубин, Ф. И. Голощёкин, М. П. Нестеренко.
Совинформбюро. В течение 28 октября наши войска вели бои с противником на можайском, малоярославецком, волоколамском и харьковском направлениях. Атаки немецко-фашистских войск на наши позиции на ряде участков Западного фронта отбиты частями Красной Армии с большими потерями для врага.

## 29 октября1941 года. 130-й день войны
Битва за Москву. С установившимся лёгким морозом 2-я немецкая танковая армия вышла к Туле, где натолкнулась на оборону советских войск, усиленную поставленными на прямую наводку зенитными орудиями ПВО города Тулы.
Гудериан: «29 октября наши головные танковые подразделения достигли пункта, отстоящего в 4 км от Тулы. Попытка захватить город с хода натолкнулась на сильную противотанковую и противовоздушную оборону и окончилась провалом, причём мы понесли значительные потери в танках и офицерском составе.»
Крымская оборонительная операция. Командующий войсками Крыма вице-адмирал Г. И. Левченко, приказывает отвести сухопутные войска на тыловой оборонительный рубеж, проходивший по линии Советский — Ново-Царицыно — Саки. В Севастополе введено осадное положение.
29 октября для развития успеха Манштейн создал из разведывательных батальонов, зенитных и противотанковых дивизионов 11-й армии моторизованную группу под командованием полковника Циглера.
Совинформбюро. В течение 29 октября наши войска вели бои с противником на волоколамском, можайском и малоярославецком направлениях. Наши части отбили ряд ожесточённых атак противника.
Наши части оставили Харьков. Немецкие фашисты собирались взять Харьков ещё в сентябре месяце, но эти планы немецкого командования остались на бумаге. Харьков оставлен нашими войсками по стратегическим соображениям в момент, когда это советское командование нашло нужным, а не тогда, когда этого хотели немцы.
За этот период все важнейшие предприятия, подвижной состав железнодорожного транспорта, запасы сырья и другие ценности города были своевременно эвакуированы. Несколько средних и мелких предприятий, имеющих военное значение, взорвано.
В ходе боёв за Харьков немецко-фашистские войска потеряли до 120 тысяч солдат и офицеров убитыми и ранеными, свыше 450 танков и бронемашин, до 3000 автомашин с разным военным грузом и более 200 орудий разного калибра.

## 30 октября1941 года. 131-й день войны
Битва за Москву. Завершилась Можайско-Малоярославецкая операция (1941) (10—30 октября 1941). Противник вклинился в оборону советских войск на глубину от 20 до 75 км и был остановлен на рубеже восточнее Волоколамска и далее по рекам Нара и Ока до Алексина.
Немецкий 53-й армейский корпус вышел на шоссе Орёл — Тула. Немецкой 2-й танковой армии было приказано перерезать ведущие к Москве железнодорожные пути с юга, 4-й танковой группе — наступать в северо-восточном направлении вместе с 3-й танковой группой, обходя Москву с севера.
Крымская оборонительная операция. На подступах к Севастополю в бой с передовыми частями противника вступила 54-я артиллерийская батарея береговой обороны Черноморского флота, расположенная у деревни Николаевки (40 километров севернее Севастополя). Началась Оборона Севастополя (1941—1942) (30 октября 1941 — 9 июля 1942).
Совинформбюро. В течение 30 октября наши войска вели Ожесточённые бои с противником на волоколамском, можайском, малоярославецком и тульском направлениях. Все атаки немецко-фашистских войск на наши позиции были отбиты с большими для врага потерями.

## 31 октября1941 года. 132-й день войны
Оборона Севастополя (1941—1942). Передовые части противника захватили станцию Альма и создали угрозу Севастополю.
Совинформбюро. В течение ночи на 31 октября наши войска вели бои с противником на волоколамском, можайском, малоярославецком и тульском направлениях.

## Перечень карт
1. Общий ход военных действий в первом периоде войны. Июнь 1941 г. — ноябрь 1942 г.
2. Моонзундская оборонительная операция (6 сентября — 22 октября) (недоступная ссылка)
3. Тихвинская оборонительная операция (16 октября — 18 ноября 1941 г.)).
4. Московская стратегическая оборонительная операция (30 сентября — 5 декабря 1941 г.)
5. Донбасская оборонительная операция (29 сентября — 4 ноября 1941 г.)).

## Список литературы
- Бок Ф. фон. Я стоял у ворот Москвы. — М.: Яуза, Эксмо, 2006.
- Гальдер Ф. Военный дневник. Ежедневные записи начальника Генерального штаба Сухопутных войск 1939—1942 гг. — М.: Воениздат, 1968—1971
- Жуков Г. К. Воспоминания и размышления. В 2 т. — М.: Олма-Пресс, 2002.
- История Великой Отечественной войны Советского Союза 1941—1945. Том 2. Воениздат. МО СССР М.—1961
- Исаев А. В. Котлы 41-го. История ВОВ, которую мы не знали. — М.: Яуза, Эксмо, 2005. — 400 с. — (Война и мы). — 8000 экз. — ISBN 5-699-12899-9.
- Исаев А. В. От Дубно до Ростова. — М.: АСТ; Транзиткнига, 2004.